# Duncan Weir
Duncan Weir (nacido en Rutherglen el 10 de mayo de 1991) es un jugador de rugby británico, que juega de apertura para la selección de rugby de Escocia y, actualmente (2015) para los Glasgow Warriors de la GuinnessPro12.
Su debut con la selección nacional de Escocia se produjo en un partido contra Francia en Murrayfield el 26 de febrero de 2012.
Seleccionado por Escocia para la Copa Mundial de Rugby de 2015, en el partido contra  Estados Unidos, que terminó con victoria escocesa 39-16, Weir logró un ensayo. En el partido contra Sudáfrica consiguió puntos gracias a un golpe de castigo, pero no pudo evitar la derrota final de su equipo, 16-34.